# Gletscherstromscheide

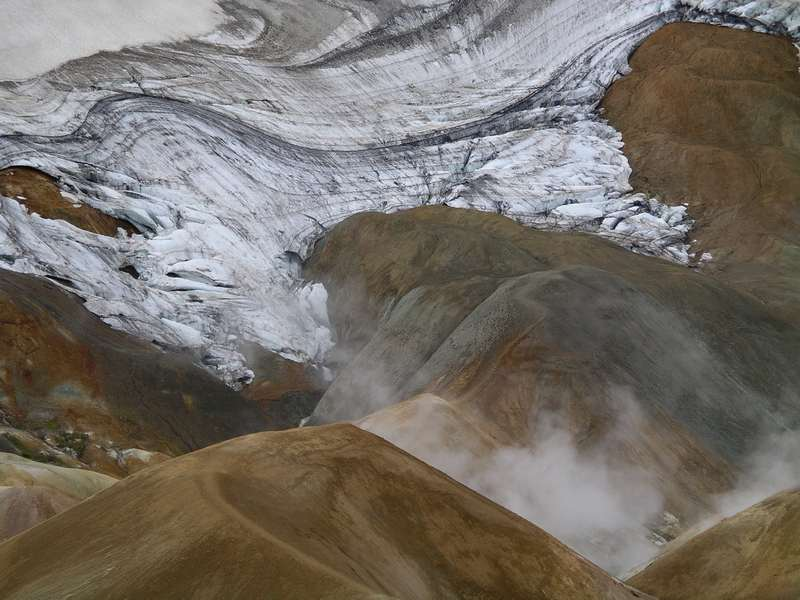
Gletscherstromscheide im Rückzugstadium, charakteristisch das glattgeschliffene Hindernis (Kerlingarfjoll, Island, 2003)

Unter Gletscherstromscheide versteht man eine Verzweigung eines auf ein Hindernis treffenden Gletschers. Der Begriff entspricht der Bifurkation bei Gewässern. Ein Beispiel für eine Gletscherstromscheide findet sich in den Walliser Alpen mit dem Brunegggletscher, bei dem ein Teil des Gletschers in den Turtmanngletscher mündet, ein anderer Teil aber in einer separaten Gletscherzunge ausläuft.
Ein vorgeschichtliches bedeutendes Beispiel einer Gletscherstromscheide ist die im Nordosten Rügens gelegene Halbinsel Jasmund. Diese teilte während der letzten Phase der Weichseleiszeit den Strom des nordischen Inlandeises in den Belt- und den Oder-Eisstrom.